# Резса (Сухиницький район)
Резса (рос. Ресса) — присілок в Сухиницькому районі Калузької області Російської Федерації.
Населення становить 48 осіб. Входить до складу муніципального утворення Присілок Соболевка.

## Історія
Від 2004 року входить до складу муніципального утворення Присілок Соболевка

## Населення
| 2002 | 2010 |
| ---- | ---- |
| 55   | ↘48  |